# 小さな旅 (岩崎宏美の曲)
「小さな旅」（ちいさなたび）は、1986年6月21日にリリースされた岩崎宏美の40枚目のシングル。

## 解説
- NHK総合テレビ（NHK-G）の紀行番組『小さな旅』（発売当時は『関東甲信越小さな旅』）のテーマ曲[1]。1983年（昭和58年）に『いっと6けん小さな旅』のタイトルで番組がスタートしたときに用意された、大野雄二作曲のテーマ曲『光と風の四季』を底本とし、これに山川啓介作詞の歌詞を後付け、奥慶一によるリアレンジを経て完成したものである。リアレンジが行われた結果、『光と風の四季』とはイントロが異なる形になった。

- 番組では1986年（昭和61年）の発売当時に一時期使われた他、岩崎は『歌謡コンサート』『新・BS日本のうた』（旧・『BS日本のうた』）など他のNHK音楽番組で歌唱したこともある。ただし、紅白歌合戦では歌われたことがない。

## 収録曲
- 両楽曲共に、作詞：山川啓介

1. 小さな旅（3分24秒）
作曲：大野雄二／編曲：奥慶一
2. 恋人以上（3分33秒）
作曲・編曲：山川恵津子